# Agntjärnen (Östervallskogs socken, Värmland)
Agntjärnen är en sjö i Årjängs kommun i Värmland och ingår i Göta älvs huvudavrinningsområde.